# Evangelische Stadtkirche Ellwangen

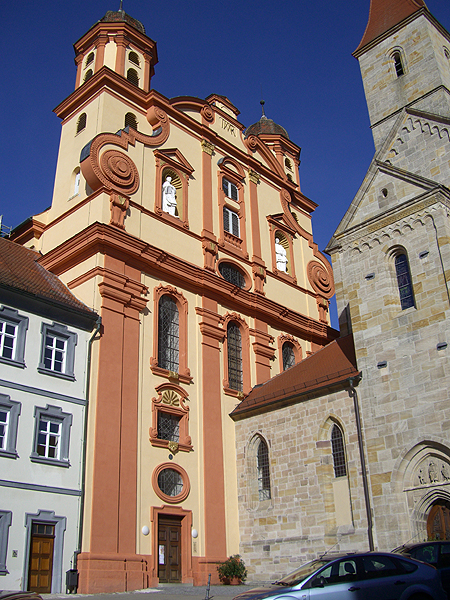
Blick auf die evangelische Stadtkirche von Ellwangen. Rechts im Bild die katholische Basilika St. Vitus (Ellwangen)

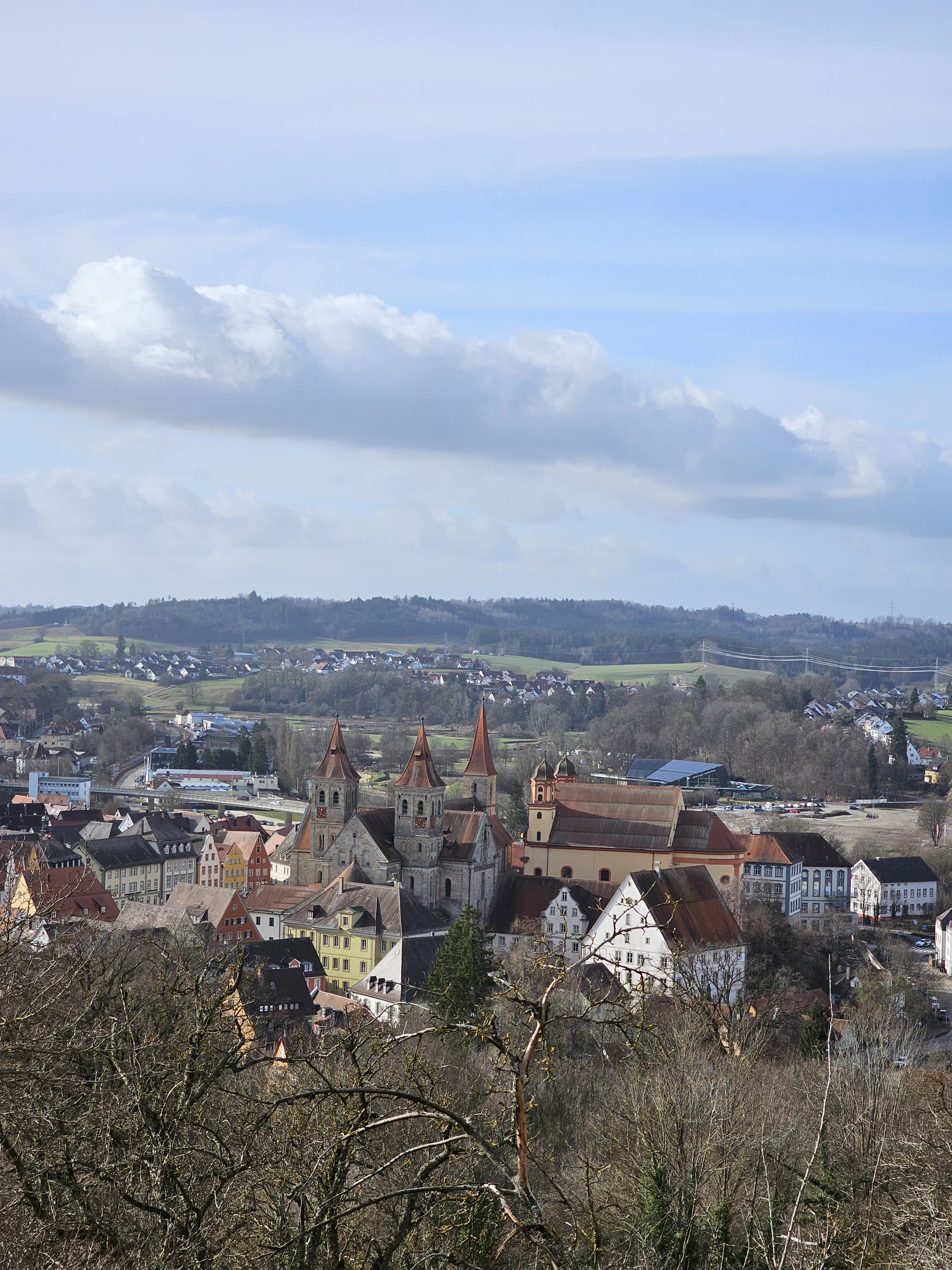
Der Kirchenkomplex in der Innenstadt mit Basilika (St. Vitus) und evangelischer Stadtkirche (Jesuitenkirche)

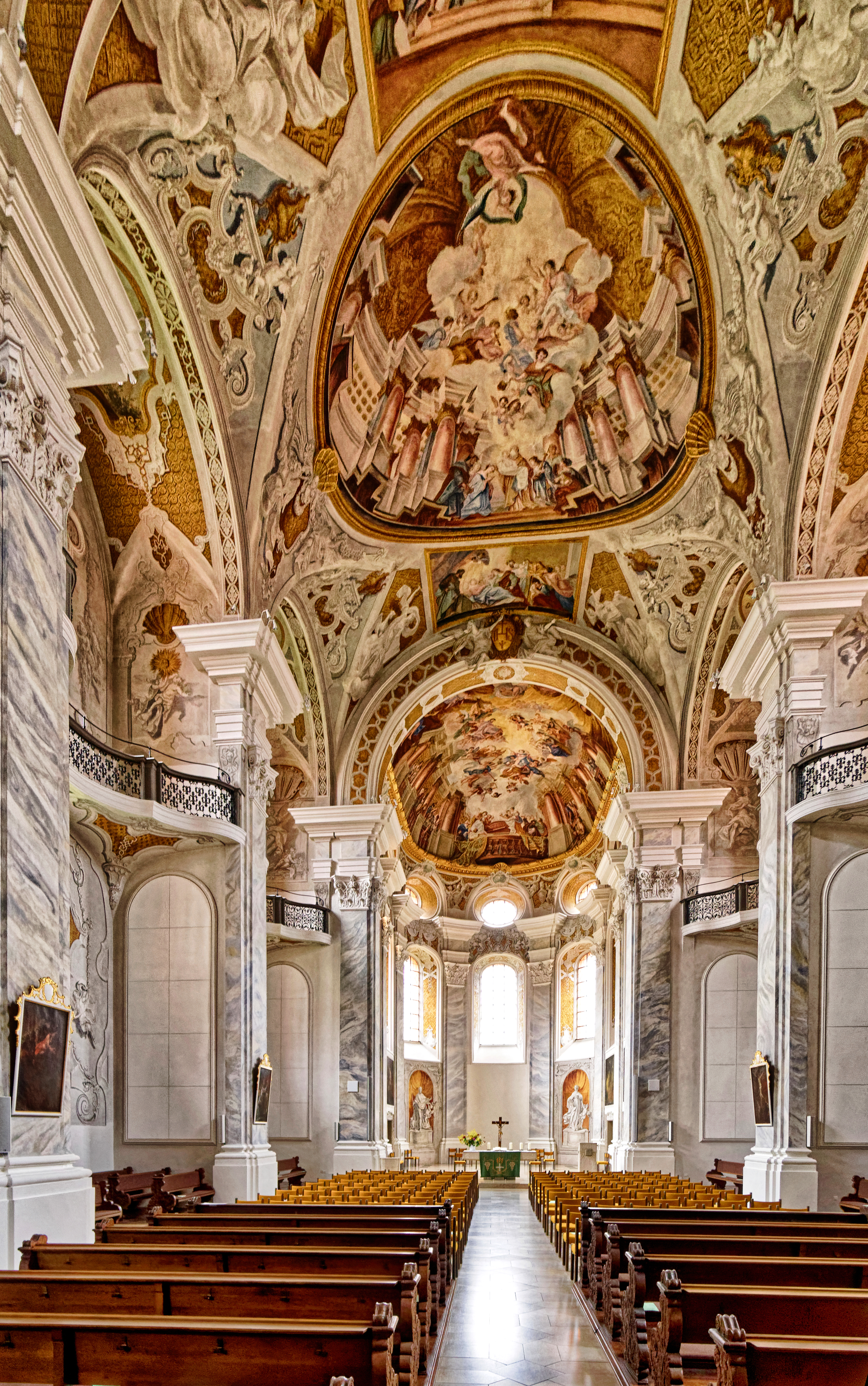
Innenraum

Die barocke Stadtkirche Ellwangen ist eine das Stadtbild von Ellwangen prägende evangelische Kirche in der Innenstadt von Ellwangen.

## Jesuitenkirche
Der Grundstein des ursprünglich als Jesuitenkirche erbauten Gotteshauses wurde 1724 durch Pater Bovet gelegt. Erbaut wurde die Kirche nach Plänen der beiden Schweizer Jesuiten Bruder Jakob Amrhein und Pater Joseph Guldimann im Stile des Barock. Der volutenbesetzte Giebel zeigt die beiden Ordensheiligen Franz Xaver und Ignatius.
Die aufwändigen, heute noch erhaltenen Deckenfresken wurden von Christoph Thomas Scheffler, einem Schüler des Freskenmalers Cosmas Damian Asam, geschaffen und zeigen den Lebenslauf Marias.
Geweiht wurde das Gotteshaus „Zur Unbefleckten Empfängnis Mariä“ am 18. Mai 1729.

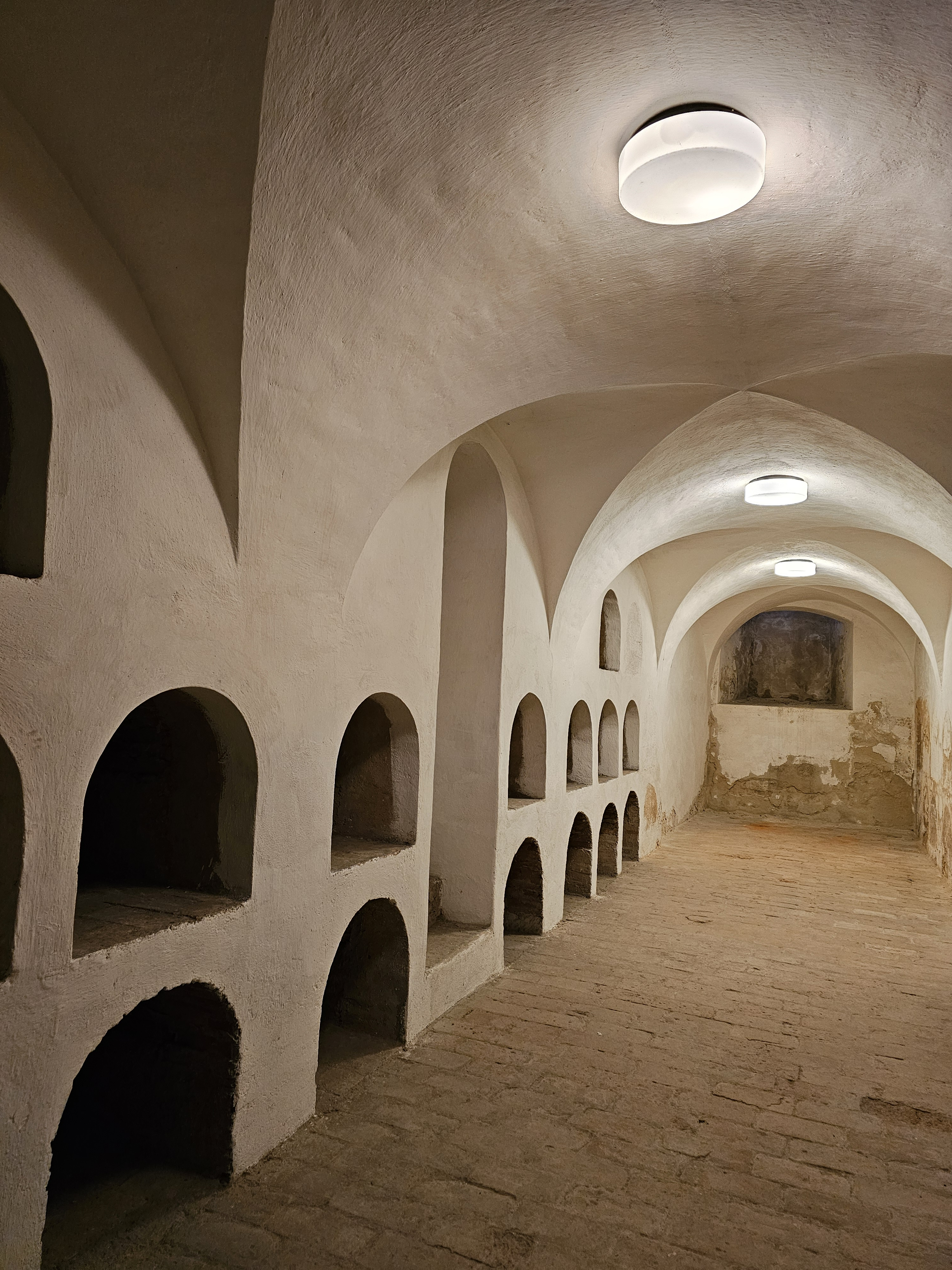
Jesuitengruft mit Grabnischen in der Wand

Unter der Kirche findet sich die Gruft, in welcher von 1729 bis 1771 die Mitglieder des Jesuitenordens in Ellwangen beigesetzt wurden. Die Gruft kann über eine Treppe im Kirchenraum erreicht werden und ist nicht öffentlich zugänglich.

## Evangelische Kirche
Nachdem durch die Säkularisation und Eingliederung der Fürstpropstei Ellwangen in das Herzogtum (und spätere Königreich) Württemberg im Jahr 1802 viele evangelische Christen nach Ellwangen gekommen waren und die Konfessionen gleichgestellt worden waren, wurde die Kirche 1806 zur evangelischen Stadtpfarrkirche umgewidmet. Infolgedessen wurde das Kircheninnere umgestaltet, wobei der barocke Hauptaltar und die Seitenaltäre entfernt wurden. Erhalten ist bis heute nur das schmiedeeiserne Chorgitter.

## Orgel

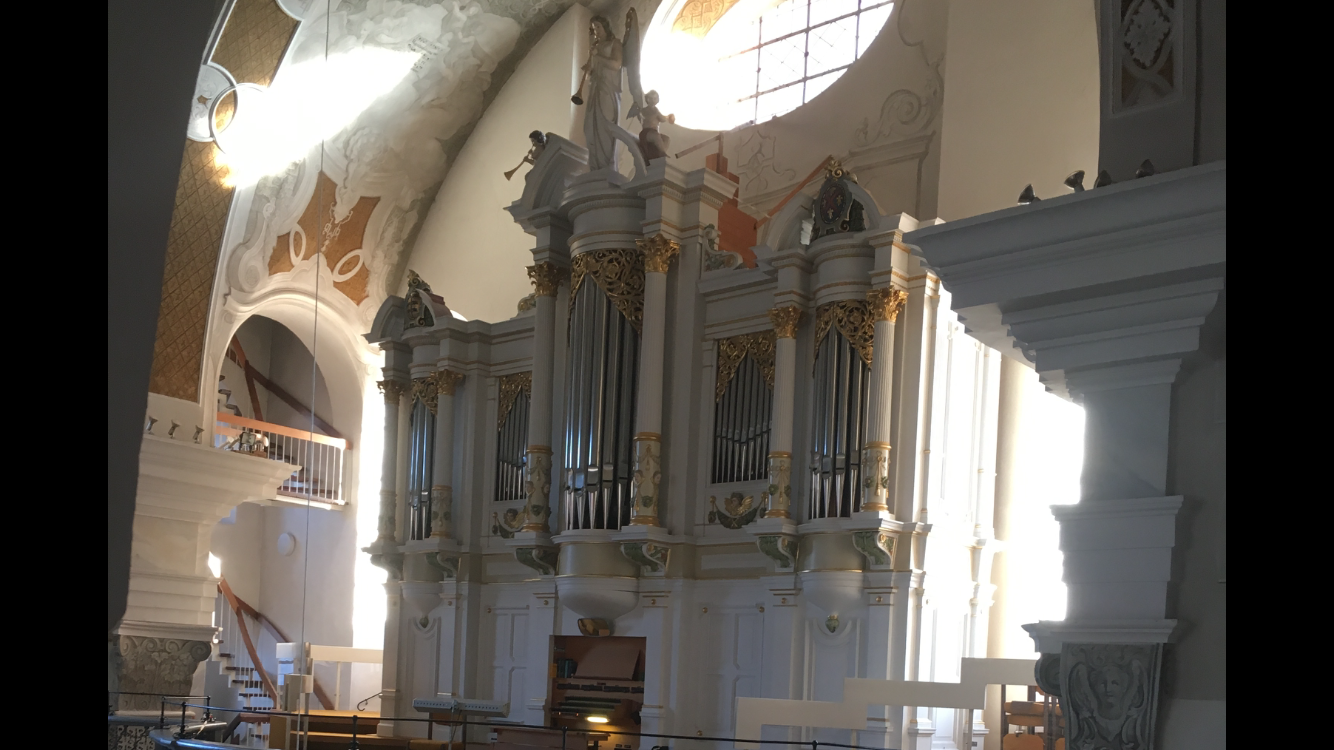
Rensch-Orgel

Die Orgel der Stadtkirche wurde 1974 von Richard Rensch (Lauffen a. N.) in dem historischen Gehäuse der Vorgängerorgel errichtet, die 1879–1880 von der Orgelbaufirma Gebr. Link (Giengen/Brenz) erbaut worden war. Von den 17 Registern der Link-Orgel sind heute noch die in der nachfolgenden Disposition gekennzeichneten Register vorhanden.
1998 wurde die Rensch-Orgel von der Orgelmanufaktur Lutz (Feuchtwangen) neu intoniert und mit einer elektronischen Setzeranlage ausgestattet. Ersatzlos weggefallen ist 1998 eine Voix céleste (ab c0) 8′ im Schwellwerk; die ursprünglich im Brustwerk vorhandene Terznone I-II (ab g0) 1 3⁄5′ + 8⁄9′ wurde zur Terz 1 3⁄5′ (Nr. 27) umgewandelt. Die Orgel verfügt aktuell über 2848 Pfeifen.
| I Hauptwerk C–g3 |                   |       |   |
| 1.               | Bourdon           | 16′   | H |
| 2.               | Prinzipal         | 8′    | H |
| 3.               | Rohrflöte         | 8′    |   |
| 4.               | Oktave            | 4′    |   |
| 5.               | Gemshorn          | 4′    |   |
| 6.               | Oktave            | 2′    |   |
| 7.               | Mixtur IV         | 1 ⁄3′ |   |
| 8.               | Cimbel III        | 1⁄2′  |   |
| 9.               | Cornett V (ab g0) | 8′    |   |
| 10.              | Trompete          | 8′    | H |

| II Schwellwerk C–g3 |                   |        |   |
| 11.                 | Prinzipal (ab c0) | 8′     | L |
| 12.                 | Holzflöte         | 8′     | H |
| 13.                 | Salicional        | 8′     | H |
| 14.                 | Oktave            | 4′     |   |
| 15.                 | Holztraversflöte  | 4′     | H |
| 16.                 | Nasat             | 2 ⁄3′  |   |
| 17.                 | Hohlflöte         | 2′     |   |
| 18.                 | Terz              | 1 3⁄5′ |   |
| 19.                 | Blockflöte        | 1′     |   |
| 20.                 | Mixtur V          | 2′     |   |
| 21.                 | Cromorne          | 16′    |   |
| 22.                 | Hautbois          | 8′     |   |
|                     | Tremulant         |        |   |

| III Brustwerk C–g3 |            |        |   |
| 23.                | Gedeckt    | 8′     |   |
| 24.                | Rohrflöte  | 4′     |   |
| 25.                | Oktave     | 2′     |   |
| 26.                | Quinte     | 1 ⁄3′  |   |
| 27.                | Terz       | 1 3⁄5′ | L |
| 28.                | Mixtur III | 1′     |   |
| 29.                | Krummhorn  | 8′     |   |
|                    | Tremulant  |        |   |

| Pedal C–f1 |               |       |   |
| 30.        | Kontrabass    | 16′   | H |
| 31.        | Subbass       | 16′   | H |
| 32.        | Oktavbass     | 8′    | H |
| 33.        | Gedecktbass   | 8′    |   |
| 34.        | Oktave        | 4′    |   |
| 35.        | Rohrpommer    | 4′    |   |
| 36.        | Hintersatz IV | 2 ⁄3′ |   |
| 37.        | Posaune       | 16′   |   |
| 38.        | Trompete      | 8′    |   |
| 39.        | Clairon       | 4′    |   |

- Koppeln: II/I, III/I, III/II, I/P, II/P, III/P
- Spielhilfen: 256-fache Setzeranlage, Registerschweller
- Mechanische Spieltraktur, elektropneumatische Registertraktur
- Anmerkungen:

H = Historisches Register von 1880 aus der Vorgängerorgel der Gebr. Link
L = 1998 von der Orgelmanufaktur Lutz hinzugefügtes/umgebautes Register

## Geläut
Das Glockengeläut der Kirche bestand ursprünglich aus vier Glocken, die im Zweiten Weltkrieg zu Rüstungszwecken abgegeben werden mussten. 1977/78 wurden deshalb fünf neue Glocken in der Glockengießerei Bachert gegossen, von denen die kleineren vier im Westturm hängen.

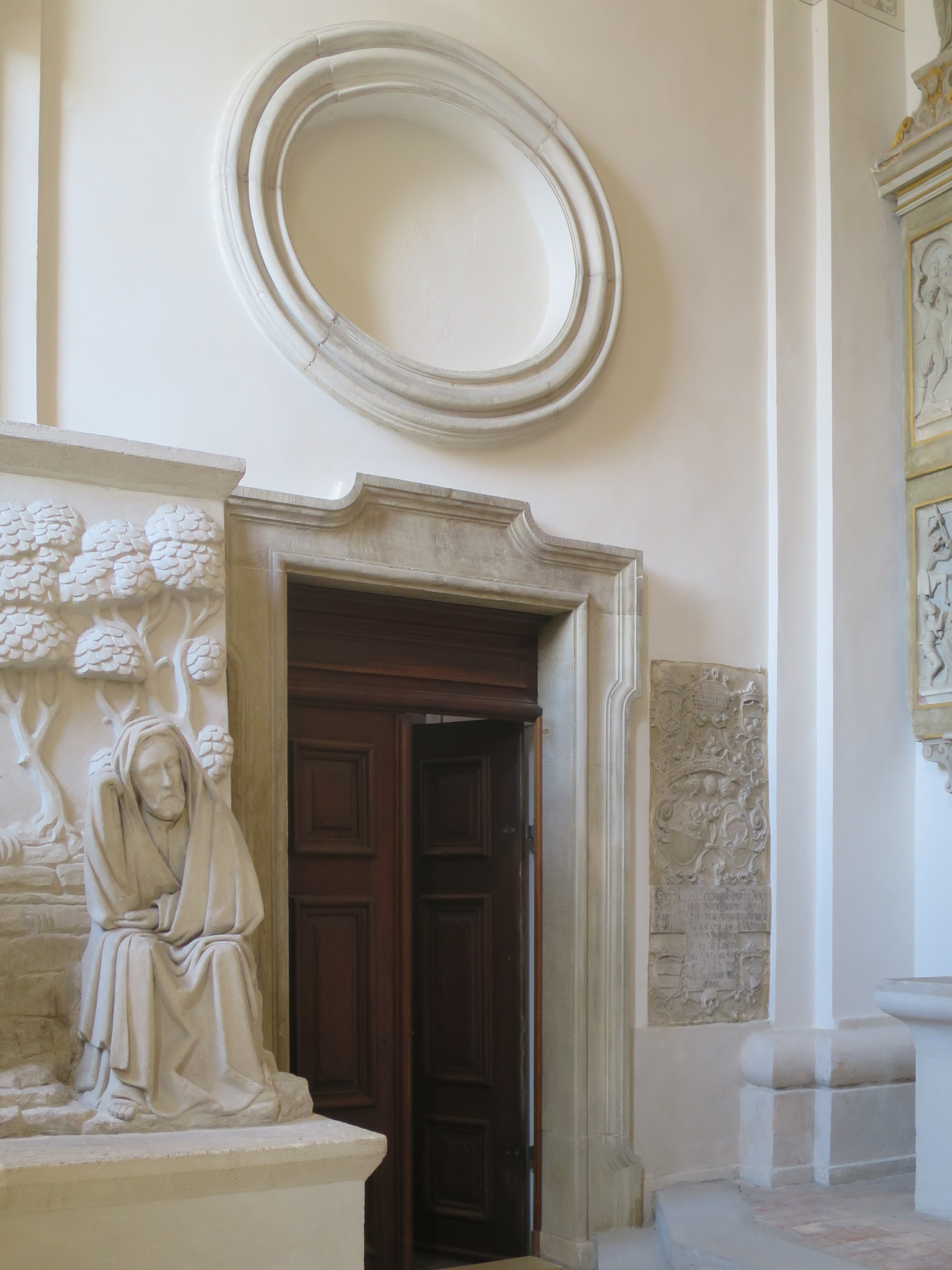
Ökumenische Pforte

| Glocke | Schlagton | Name         | Masse   | Inschrift                                             |
| ------ | --------- | ------------ | ------- | ----------------------------------------------------- |
| 1      | d′        | Dominika     | 1660 kg | Das Wort unseres Gottes bleibt in Ewigkeit.           |
| 2      | f′        | Betglocke    | 0921 kg | Dein Reich komme.                                     |
| 3      | g′        | Kreuzglocke  | 0664 kg | Verleih uns Frieden gnädiglich.                       |
| 4      | a′        | Schiedglocke | 0480 kg | Meine Zeit steht in deinen Händen.                    |
| 5      | c°        | Taufglocke   | 0280 kg | Ich habe dich bei deinem Namen gerufen. Du bist mein. |

## Besonderheiten
Eine Besonderheit ist die Ökumenische Pforte, die 1997 eröffnet wurde. Sie bietet einen Durchgang von der Vorhalle (Altes Stift) der römisch-katholischen Basilika St. Vitus in den Kirchenraum der Evangelischen Stadtkirche und ist ein Zeichen der Ökumene in der Stadt.